# Fryderyk Habsburg
Fryderyk Maria Albrecht Wilhelm Karol Habsburg-Lotaryński (niem. Friedrich Maria Albrecht Wilhelm Karl von Österreich, Herzog von Teschen, ur. 4 czerwca 1856 w Židlochovicach, Morawy, zm. 30 grudnia 1936 w Mosonmagyaróvárze, Węgry) – arcyksiążę austriacki, ostatni habsburski książę cieszyński, marszałek polny, generalny inspektor sił zbrojnych Austro-Węgier, a w latach 1914–1916 ich głównodowodzący.

## Życiorys
Jego rodzicami byli arcyksiążę austriacki Karol Ferdynand (1818–1874) z linii cieszyńskiej oraz arcyksiężna Elżbieta Franciszka Maria (1831–1903) z linii węgierskiej. Arcyksiążę Fryderyk miał 5 rodzeństwa: starszego, zmarłego w dzieciństwie brata – Franciszka Józefa oraz młodszych: Marię Krystynę (1858–1929) – królową i regentkę Hiszpanii, Karola Stefana (1860–1933) – dziedzica dóbr żywieckich i kandydata na tron Polski po I wojnie światowej, Eugeniusza Ferdynanda (1863–1954) – ostatniego świeckiego mistrza zakonu krzyżackiego oraz drugą siostrę Marię Eleonorę (ur. /zm. 1864), także zmarłą w dzieciństwie.
Arcyksiążę Fryderyk od wczesnej młodości przygotowywany był do sprawowania funkcji wojskowych, a także do przejęcia ogromnego majątku po stryju – arcyksięciu Albrechcie Fryderyku. Właśnie dlatego zakres jego nauki obejmował m.in. górnictwo, hutnictwo, rolnictwo, a nawet stolarkę. Karierę wojskową rozpoczął w 1874 i szybko awansując. We wrześniu 1889 został komendantem 5 Korpusu i generałem dowodzącym w Bratysławie. Na tym stanowisku 28 kwietnia 1894 został mianowany na stopień generała artylerii. Po śmierci stryja Albrechta w 1895 przejął majątek należący do Komory Cieszyńskiej, a gdy w dziesięć lat później został mianowany generalnym inspektorem armii przeniósł się z Bratysławy do baszty augustiańskiej w Wiedniu. W 1905 został wyznaczony na stanowisko generalnego inspektora wojsk. Od 1907 stał się naczelnym dowódcą cesarsko-królewskiej Obrony Krajowej. 15 listopada 1908 został mianowany na stopień generała piechoty. Po konflikcie z następcą tronu Franciszkiem Ferdynandem, latem 1914 złożył dymisję ze sprawowanych funkcji wojskowych. Jednak już po wybuchu I wojny światowej oraz zabójstwie arcyksięcia Franciszka Ferdynanda w Sarajewie 28 czerwca 1914 cesarz Franciszek Józef I mianował go głównodowodzącym armii austriackiej. 8 grudnia 1914 został mianowany na stopień marszałka polnego (22 czerwca 1915 otrzymał także tytuł pruskiego generała marszałka polnego). To właśnie z powodu jego osoby Cieszyn stał się w latach 1914–1916 siedzibą Głównego Sztabu Armii austro-węgierskiej. Po tym jak w 1916 nowy cesarz Karol I przejął dowodzenie nad armią, arcyksiążę Fryderyk stał się jego zastępcą, ale w lutym 1917 został odwołany ze stanowiska.
Po zakończeniu I wojny światowej arcyksiążę Fryderyk stracił swój majątek na terytorium ówczesnej Austrii, zaś jego majątek na Śląsku Cieszyńskim przejęły nowo powstałe państwa: polskie i czechosłowackie. Udało mu się jednak zatrzymać dobra na obszarze Węgier, dokąd wraz z rodziną przeprowadził się w 1921. Tam też 30 grudnia 1936 ostatni książę cieszyński zmarł. Został pochowany w krypcie rodowej kościoła parafialnego w Mosonmagyaróvárze. Przy głównej drodze w Mosonmagyaróvárze umieszczono pomnik przedstawiający siedzącego arcyksięcia na ławeczce.
Za swoje sukcesy na polu ekonomii arcyksiążę uzyskał doktoraty na uniwersytetach w Wiedniu, Pradze, Brnie i Lwowie. To właśnie za jego czasów zakłady hutnicze w Ustroniu, jako pierwsze w Europie, rozpoczęły montaż pługów parowych. Ponadto Fryderyk dał się również poznać jako mecenas sztuki wzbogacając zbiory w „Albertinum” o dzieła Albrechta Dürera czy Rembrandta. Był inicjatorem budowy kaplicy pw. św. Jadwigi Śląskiej na Zadnim Groniu w Wiśle oraz współfundatorem budowy neogotyckiego kościoła pw. św. Bartłomieja w Grodźcu Śląskim (postawionym w latach 1908–1910 z okazji 60. rocznicy panowania cesarza Franciszka Józefa I). Po narodzinach długo oczekiwanego syna i następcy cieszyńskiego tronu, wybudował na terenie węgierskiego majątku w Albertkázmérpuszta nowy kościół wotywny pw. św. Wojciecha i św. Stefana. Imię arcyksięcia Fryderyka nosił budynek ustrońskiej leśniczówki (niem. Erzherzog. Friedrich’sches Forsthaus), w której obecnie swoją siedzibę ma Nadleśnictwo Ustroń oraz zbudowane w 1895 r. przez członków cieszyńskiej sekcji niemieckiej organizacji turystycznej Beskiden-Verein schronisko turystyczne na szczycie góry Jaworowy (niem. Erzherzog Friedrich-Schutzhaus am Jaworowy).

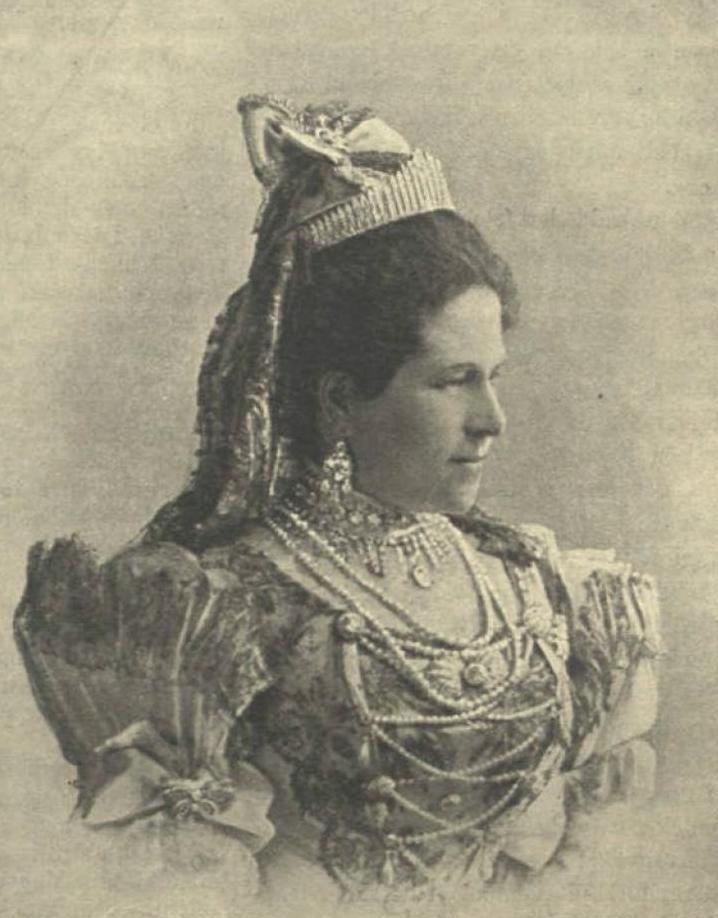
Żona arcyksięcia Fryderyka – Isabella von Croy-Dülmen

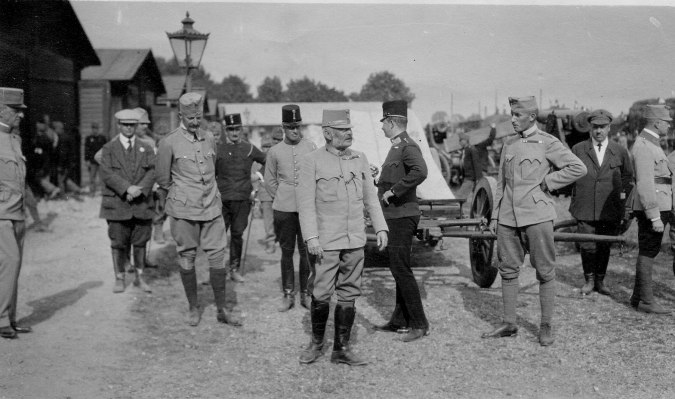
Arcyksiążę Fryderyk Maria Habsburg, główny dowódca austro-węgierskich sił zbrojnych, podczas wizyty w Twierdzy Przemyśl po jej odbiciu w czerwcu 1915

## Małżeństwo i dzieci
Arcyksiążę Fryderyk poślubił 8 października 1878 księżniczkę Izabellę von Croÿ-Dülmen (ur. 27 lutego 1856 w Dülmen, zm. 5 września 1931 w Budapeszcie), z którą miał dziewięcioro dzieci:
- Marię Krystynę (ur. 17 listopada 1879, zm. 6 sierpnia 1962), żonę księcia Emanuela Alfreda zu Salm-Salm
- Marię Annę (ur. 6 stycznia 1882, zm. 25 lutego 1940), żonę księcia Eliasza Parmeńskiego
- Marię Henriettę (ur. 10 stycznia 1883, zm. 2 września 1956), żonę księcia Gottfrieda von Hohenlohe-Waldenburg-Schillingsfürst
- Natalię Marię (ur. 12 stycznia 1884, zm. 23 marca 1898)
- Stefanię Marię (ur. 1 maja 1886, zm. 29 sierpnia 1890)
- Gabrielę Marię (ur. 14 września 1887, zm. 15 listopada 1954)
- Isabellę Marię (ur. 17 listopada 1888, zm. 6 grudnia 1973), żonę księcia Jerzego Franciszka Bawarskiego
- Marię Alicję (ur. 15 stycznia 1893, zm. 1 lipca 1962), żonę barona Fryderyka Waldbotta von Bassenheim
- Albrechta II Franciszka (ur. 24 lipca 1897, zm. 23 lipca 1955), męża Ireny Dory Lelbach, następnie Katalin Bocskay de Felsö-Banya i Lidii Georginy Strauss-Dörner.

## Ordery i odznaczenia
Austro-węgierskie
- Order Złotego Runa (1873)[8]
- Krzyż Wielki Orderu Marii Teresy (1916)[9]
- Krzyż Wielki Orderu Świętego Stefana (1894)
- Komandoria Krzyża Mariańskiego (1898)
- Krzyż Mariański Zakonu Krzyżackiego (1879)
- Krzyż Zasługi Wojskowej z Brylantami i Dekoracją Wojenną (1915)
- Krzyż Zasługi Wojskowej z Brylantami (1898)
- Krzyż Zasługi Wojskowej (1893)
- Wielki Złoty Medal Zasługi Wojskowej z Mieczami (1916)
- Srebrny Medal Zasługi Wojskowej na Czerwonej Wstędze (1911)
- Brązowy Medal Zasługi Wojskowej (1899)
- Odznaka za Służbę Wojskową III klasy
- Medal Jubileuszowy Pamiątkowy dla Sił Zbrojnych (1898)
- Gwiazda Zasługi Odznaki Honorowej Czerwonego Krzyża (1914)
- Dekoracja Wojenna Odznaki Honorowej Czerwonego Krzyża (1915)

Zagraniczne
- Krzyż Wielki Orderu Korony (1873, Wirtembergia)
- Order Świętego Andrzeja (1877, Rosja)
- Order Świętego Aleksandra Newskiego (1878, Rosja)
- Order Orła Białego I klasy (1878, Rosja)
- Order Świętej Anny I klasy (1878, Rosja)
- Krzyż Wielki Orderu Narodowego Legii Honorowej (1878, Francja)
- Wielka Wstęga Orderu Leopolda (1881, Belgia)
- Krzyż Wielki Orderu Ernestyńskiego (1882, Saksonia)
- Order Świętego Huberta (1889, Bawaria)
- Krzyż Wielki Orderu Lwa Niderlandzkiego (1890, Holandia)
- Order Korony Rucianej (1891, Saksonia)
- Krzyż Wielki Orderu Świętego Józefa (1891, Toskania)
- Order Orła Czarnego (Prusy, 1892)
- Order Domowy Nassauski Lwa Złotego (1892, Nassau)
- Order Słonia (1892, Dania)
- Order Orła Czerwonego I klasy (1895, Prusy)
- Łańcuch Orderu Karola III (1896, Hiszpania)
- Medal Pamiątkowy Cesarza Wilhelma (1897, Niemcy)
- Order Portretu Władcy I Klasy z Brylantami (1900, Persja)
- Baliw Krzyża Wielkiego Honoru i Dewocji Orderu Maltańskiego z wyróżnieniem za Jerozolimę (1901)
- Złoty Łańcuch Orderu Orła Czarnego (Prusy, 1903)
- Krzyż Wielki Orderu Konstantyńskiego (1903, Parma)
- Krzyż Wielki Orderu Łaźni kat. wojsk. (1904, Wielka Brytania)
- Krzyż Wielki Orderu Zasługi Wojskowej (1905, Hiszpania)
- Order Królewski Serafinów (1908, Szwecja)
- Order Wierności (1908, Badenia)
- Krzyż Wielki Orderu Bertholda I (1908, Badenia)
- Krzyż Wielki Orderu Sokoła Białego (1908, Saksonia-Weimar)
- Odznaka Honorowa Czerwonego Krzyża (1908, Rosja)
- Srebrny Medal za Działalność w Czerwonym Krzyżu podczas Wojny Rosyjsko-Japońskiej (1908, Rosja)
- Medal Regencji Królowej Marii Krystyny (1908, Hiszpania)
- Brązowy Medal Księcia Regenta Leopolda (1911, Bawaria)
- Krzyż Wielki Orderu Świętych Cyryla i Metodego (1912, Bułgaria)
- Krzyż Wielki Orderu Korony Wendyjskiej (1911, Meklemburgia)
- Krzyż Zasługi Wojskowej I i II klasy (1915, Meklemburgia-Schwerin)
- Krzyż Wielki Orderu Wojskowego Maksymiliana Józefa (1915, Bawaria)
- Order Wojskowy Pour le Mérite (1915, Prusy)
- Krzyż Kawalerski i Komandorski Orderu Wojskowego Świętego Henryka (1915, Saksonia)
- Krzyż Wielki Orderu Zasługi Wojskowej (1915, Wirtembergia)
- Złoty i Srebrny Medal Zasługi (1915, Turcja)
- Order Waleczności I klasy (1916, Bułgaria)
- Krzyż Fryderyka Augusta I i II klasy (1916, Oldenburg)
- Krzyż Zasługi Wojennej (1916, Brunszwik)
- Złoty Medal Czerwonego Półksiężyca (1916, Turcja)
- Order Hohenzollernów I Klasy z Mieczami (1916, Prusy)
- Order Wojskowy Pour le Mérite z Liśćmi Dębu (1917, Prusy)
- Krzyż Zasługi Wojennej (1918, Lippe)
- Krzyż Długoletniej Służby Dienstauszeichnungskreuz (1918, Prusy)

## Tytuły
Był szefem:
- Węgierskiego Pułku Piechoty Nr 52,
- pruskiego Pułku Piechoty von Stülpnagela (5. Brandenburskiego) Nr 48,
- hiszpańskiego Batalionu Strzelców de Figueras Nr 6,
- bawarskiego 5. Pułku Szwoleżerów (niem. Königlich Bayerisches 5. Chevaulegers-Regiment „Erzherzog Friedrich von Österreich),
- Pułku Fizylierów Cesarza Austrii i Króla Węgier Franciszka Józefa (4. Wirtemberskiego) Nr 122 (niem. Füsilier-Regiment „Kaiser Franz Josef von Österreich, König von Ungarn” (4. Württembergisches) Nr. 122)[10].